# Веригино (Оренбургская область)
Веригино — деревня в Бугурусланском районе Оренбургской области в составе Пилюгинского сельсовета.

## География
Находится на левом берегу реки Малый Кинель на расстоянии примерно 25 километров по прямой на юг-юго-восток от центра города Бугуруслан.

## История
Основано в 1770 году. Основатель адъютант Сергей Веригин, купивший здесь землю у помещика И.Ф.Пилюгина.

## Население
Население составляло 34 человека в 2002 году (русские 88%), 28 по переписи 2010 года.